# Lanne-en-Barétous
Lanne-en-Barétous é uma comuna francesa na região administrativa da Nova Aquitânia, no departamento dos Pirenéus Atlânticos. Estende-se por uma área de 42,75 km². Em 2010 a comuna tinha 502 habitantes (densidade: 11,7 hab./km²).